# 中華角水蚤
中華角水蚤（学名：Pontella sinica）为角水蚤科角水蚤屬下的一个种。其种加词sinica，意为“中华的”。